# Leonard Johnston Wills
Pour l’article homonyme, voir Wills.
Le professeur Leonard Johnston Wills (Birmingham 27 février 1884-12 décembre 1979  Worcestershire) – surnommé « Jack » par ses amis et sa famille – était l'un des principaux géologues et paléontologues britanniques de sa génération. Il a occupé la chaire de géologie à l'Université de Birmingham de 1932 à 1949, et a reçu de nombreuses distinctions, dont la plus haute distinction de la Société géologique de Londres, la médaille Wollaston, en 1954.

## Biographie

### Antécédents familiaux
Jack Wills est né le 27 février 1884 dans la banlieue de Birmingham à Erdington , dans une famille de fabricants prospère et bien éduquée, s'intéressant aux sciences.
Son arrière-grand-père paternel, William Wills, était un avocat prospère de Birmingham issu d'une famille non conformiste Unitarian (en). William Wills a été impliqué dans l'Association britannique pour l'avancement des sciences et a écrit divers articles sur la météorologie et d'autres observations scientifiques. Le grand-père de Jack Wills a acheté une entreprise d'outils tranchants à Nechells, AW Wills & Son, qui fabriquait des choses telles que des faux et des faucilles. Le père de Jack Wills, William Leonard Wills (1858–1911), était diplômé en sciences de l'Owens College de Manchester et a repris la direction de l'entreprise familiale. Il s'intéresse à la botanique, à la zoologie, à la géologie et aux sciences naturelles en général, ainsi qu'au développement de la photographie.
Sa mère, Gertrude Annie Wills née Johnston (1855–1939), était la fille unique (avec six frères) d'un médecin bien connu de Birmingham, le Dr James Johnston.
L'un des grands-oncles de Jack Wills était Sir Alfred Wills, un alpiniste et juge victorien bien connu. Sir Alfred était l'un des membres fondateurs et l'un des premiers présidents de l'Alpine Club, et s'intéressait à l'origine et à la formation des Alpes - un intérêt qui pourrait bien avoir influencé son petit-neveu. Sir Alfred a traduit du français vers l'anglais l'un des premiers ouvrages classiques sur la géomorphologie et la glaciologie des montagnes, la Théorie des glaciers de la Savoie de Louis Rendu (1840). En tant que juge, Sir Alfred a présidé le deuxième procès d'Oscar Wilde et a condamné l'écrivain à deux ans de prison à Reading.

### Premières années et école
Jack Wills a été élevé à la campagne près de Birmingham, d'abord à Wylde Green, puis à Sutton Coldfield et enfin à Barnt Green, tous alors des villages. Il fréquente l'école préparatoire de Lickey Hills avant d'aller en 1898 à l'école d'Uppingham à Rutland. Sa maison était Fircroft, où le maître de maison était le révérend Raven. L'accent académique était fermement mis sur les classiques, les sciences naturelles recevant peu d'attention. Malgré cela, son intérêt pour la géologie, encouragé par son père, se développe déjà.

### Cambridge et frères et sœurs
Jack Wills monta au King's College de Cambridge en octobre 1903 en tant que boursier. Il a choisi de lire les sciences naturelles dans la partie I avec la géologie dans la partie II. En 1906, il obtint un BA avec une première dans la partie I des tripos en sciences naturelles, et en 1907 en fit une double première avec une première également dans la partie II. La même année, il a reçu la bourse de recherche Harkness et a commencé ses travaux de troisième cycle.
En 1909, il était l'un des deux seuls diplômés de troisième cycle à devenir Fellows du King's College de Cambridge, l'autre étant l'économiste Old Etonian John Maynard Keynes. La même année, Jack Wills a reçu la médaille Walsingham. Sa bourse dura jusqu'en 1915.
Ainsi, sa carrière à Cambridge a duré de son arrivée à King's en 1903 jusqu'à la fin de sa bourse en 1915. Au cours de cette période, il y avait plusieurs liens familiaux avec Cambridge. La cadette de ses deux sœurs, Lucy Wills, pionnière dans le domaine de l'hématologie, monta au Newnham College en 1907 ; elle a découvert plus tard le rôle du folate, l'une des vitamine B, dans la prévention de l'anémie pendant la grossesse. Leur jeune frère Alfred Gordon monta (également chez King's) en 1910. La troisième de la fratrie de Jack Wills, l'aînée des deux sœurs, Edith, épousa Morris Heycock, fils d'un autre Fellow of King's, le chimiste Charles Heycock FRS.
Jack Wills lui-même a épousé Maud Janet Ewing en 1910, la fille de l'ingénieur scientifique Sir James Alfred Ewing. Ewing était encore un autre King's Fellow, et par la suite, pendant la Grande Guerre, il a été à l'origine de la salle 40, la première opération cryptanalytique de Grande-Bretagne, le précurseur de Bletchley Park pendant la Seconde Guerre mondiale et du siège des communications du gouvernement, GCHQ, maintenant.

### Épée nordique
En 1907, alors qu'il sortait à vélo de Cambridge, Jack Wills s'abrita d'un orage dans une carrière à Hauxton Mill, juste au sud de Trumpington, et remarqua quelque chose d'inhabituel dépassant de la paroi rocheuse. Il s'est avéré être une épée nordique à double tranchant du Xe ou XIe siècle parfaitement conservée, probablement une relique d'une invasion viking. Il est maintenant au Musée d'archéologie et d'ethnologie de Cambridge.

### 1907 – 1913
Après avoir obtenu son diplôme en 1907, Jack Wills a fait deux ans de recherche sous les auspices de la bourse Harkness, en se concentrant sur les fossiles de plantes et d'animaux du district de Bromsgrove dans les Midlands. En 1909, l'année où il est devenu Fellow de King's, il a commencé un rendez-vous de quatre ans avec le Geological Survey of Great Britain, cartographiant les roches de la région de Llangollen au nord du Pays de Galles.

### Université de Birmingham
En 1913, il a commencé sa longue association avec le département de géologie de l'Université de Birmingham, rejoignant en tant que chargé de cours en géologie et géomorphologie, sous la direction du professeur William Savage Boulton. L'Université de Birmingham lui a décerné son doctorat en 1920. En 1932, lorsque Boulton a pris sa retraite, Jack Wills lui a succédé comme professeur et chef de département, restant à ce poste pendant dix-sept ans jusqu'à sa retraite à son tour en 1949. Il est ensuite devenu professeur émérite, conservant son lien avec le département jusqu'à sa mort en 1979, quelques semaines avant son quatre-vingt-seizième anniversaire.

### Mariage et famille
Le mariage de Jack Wills avec Maud Janet Ewing en 1910 s'est avéré particulièrement heureux. Ils ont eu deux enfants: Leonard né en 1911 et Penissa ("Penty") né en 1913. Penty ne s'est jamais marié, mais Leonard l'a fait et a eu un fils, David, qui à son tour a eu trois enfants, les arrière-petits-enfants de Jack Wills.
Jack Wills a subi divers deuils familiaux, perdant avant l'âge de trente ans son père en 1911 et sa sœur Edith en 1913. Plus tard, il a perdu sa femme Janet en 1952 et son fils Leonard en 1976. Il a eu plusieurs problèmes médicaux graves, souffrant d'un thrombose coronaire grave peu de temps après sa retraite, perdant la vue d'un œil et perdant tous ses poils à cause de l'alopécie.

### Chalet Farley
En 1926, les Wills ont acheté Farley Cottage, avec environ 45 acres environnants dans une vallée près des Lickey Hills (en) entre Bromsgrove et Romsley, dans le Worcestershire, ainsi que le Shut Mill médiéval voisin. En 1926, ce petit domaine idyllique était extrêmement isolé, sans électricité ni eau. Jack Wills a installé une turbine qui produisait de l'électricité à partir de la piscine du moulin. Un bélier fournissait l'eau d'une source. Il y avait un téléphone : Romsley 3. En 1936, Farley Cottage fut agrandi et modernisé par leur fils architecte, Leonard, alors fraîchement diplômé de l'Architectural Association.
Farley Cottage, ses jardins, son verger et la vallée environnante, ont été le cadre de la généreuse hospitalité des Wills envers de nombreuses personnes - famille, amis et collègues géologues - au cours des quarante années suivantes. «Le professeur» a beaucoup fait pour l'histoire locale, l'archéologie et la géologie, et a largement contribué à empêcher la vallée d'être inondée en tant que réservoir pour Birmingham. Il était marguillier à Romsley de 1930 à 1936. C'était un jardinier passionné avec une connaissance approfondie de l'horticulture.
En 1956, Jack Wills a décidé de faire don de Farley Cottage et de ses terres au Field Studies Council (en) («FSC»), sous réserve qu'il puisse continuer à y vivre toute sa vie. L'intention était qu'à sa mort, la maison soit utilisée par le FSC comme centre d'études sur le terrain. En 1965, le FSC a décidé que Farley Cottage n'était pas d'une taille pour être économique en tant que centre, mais qu'il serait vendu et que le produit serait affecté à l'achat et à la restauration d'un nouveau centre. Cela a été fait, et Nettlecombe Court (en) dans le Somerset est depuis connu sous le nom de Leonard Wills Field Centre. Jack Wills et sa fille Penty ont déménagé dans un petit bungalow à 800 mètres de Farley Cottage dans la même vallée, où il a vécu jusqu'à sa mort en 1979.

### Géologie
Les recherches de Jack Wills ont commencé avec les fossiles végétaux et animaux des sédiments de Keuper exposés dans les carrières autour de Bromsgrove, et il a conservé un intérêt permanent pour les dépôts continentaux et les fossiles du Paléozoïque supérieur et du Trias.
Il a écrit des récits de nouveaux poissons ostracodermes du Silurien supérieur et du Dévonien, et est devenu un spécialiste particulier des arthropodes terrestres, notamment avec des dissections délicates et des interprétations de scorpions fossilisés du Trias et d'euryptérides du Carbonifère. Il a développé des méthodes ingénieuses de dissection, révélant des détails même de leurs organes respiratoires et reproducteurs.
Ses travaux de recherche l'ont ensuite conduit à la stratigraphie du Paléozoïque inférieur, à la succession du Trias au Quaternaire de la vallée de la Severn et à l'origine de la vallée d'Ironbridge. Ses intérêts se sont développés dans l'histoire géologique plus récente, les dépôts pléistocènes des Midlands, et la preuve de vastes lacs de barrage de glace dont l'un, nommé par lui le lac Lapworth (en) (d'après Charles Lapworth, professeur à Birmingham jusqu'en 1913), couvrait la majeure partie de les Midlands du nord-ouest.
Cependant, le travail qui devait lui valoir une renommée durable consistait à rassembler toutes les informations alors disponibles sur les structures de surface et de sous-sol dans le but de produire une image séquentielle de l'évolution géologique des îles britanniques. Ce travail s'est poursuivi jusqu'à son dernier article à l'âge de 93 ans.

### Vieillesse
L'une des caractéristiques les plus remarquables de la vie de Jack Wills n'était pas seulement sa longévité, mais aussi la quantité de travaux géologiques, à la fois de recherche et de publications, qui ont été effectués après sa retraite. Il a pris sa retraite en 1949, est devenu veuf en 1952, mais a continué à travailler plus ou moins jusqu'à sa mort le 12 décembre 1979. Cela a été rendu possible grâce aux soins affectueux prodigués par sa fille célibataire Penty. Elle était revenue vivre avec ses parents après avoir travaillé en Allemagne occupée pour la Commission de contrôle après la fin de la Seconde Guerre mondiale. Elle a d'abord agi comme femme de ménage et s'est occupée avec dévouement de son père à la fois au Farley Cottage, dans le Worcestershire et dans le bungalow dans lequel ils ont déménagé en 1965 lors de la vente du Farley Cottage par le FSC.

## Publications
Les publications de Jack Wills ont couvert une période de plus de soixante-dix ans. Ses premiers étaient deux articles en 1907 sur les fossiles dans la région de Bromsgrove. Sa dernière était une carte paléogéologique réalisée en 1978.
Parmi les nombreux articles et livres, les faits saillants comprenaient un article en 1910 dans les Actes de l'Association des géologues (Volume XXI, Partie 5 pages 249-331) intitulé On the Fossiliferous Lower Keuper Rocks of Worcestershire with Descriptions of some of the Plants and Animaux qui y sont découverts. En 1935, la même publication (Volume XLVI, Partie 2, pages 211 à 246) publia An Outline of the Palaeogeography of the Birmingham Country.
En 1947, la British Paleontographical Society a publié sa monographie en deux parties intitulée British Triassic Scorpions, et en 1973, la Geological Society a publié son mémoire intitulé A Palaeogeological Map of the Palaeozoic Floor below the Permian and Mesozoic Formations in England and Wales.
Son premier livre est paru en 1911 - un guide du Worcestershire dans la série Cambridge County Geographies, publié par Cambridge University Press. Cela couvre tous les aspects du comté avec, sans surprise, un accent considérable sur sa géologie et son histoire naturelle.
Cependant, ses œuvres majeures étaient ses quatre manuels imaginatifs et influents écrits entre 1929 et 1956.
Les deux premiers étaient :
• Évolution physiographique de la Grande-Bretagne (Edward Arnold, 1929) et
• La paléogéographie des Midlands (Liverpool University Press/Hodder & Stoughton, 1948).
Ceux-ci ont présenté ses recherches sur la structure profonde et l'évolution des îles britanniques et ses interprétations pionnières des données du sous-sol.
Les deux seconds, tous deux publiés après sa retraite de la chaire de géologie de Birmingham, étaient :
• Un Atlas paléogéographique des îles britanniques (Blackie, 1951) et
• Bassins houillers dissimulés (Blackie, 1956).
Les travaux de recherche incarnés dans ces deux deuxièmes titres avaient une importance économique considérable. Comme l'a noté le géologue principal de BP, Sir Peter Kent, l'Atlas a fait d'Abercrombie et Fitch un nom familier parmi les géologues pétroliers, et Concealed Coalfields est devenu la bible des géologues du National Coal Board.
Sa dernière publication, à l'âge de 93 ans, était un autre mémoire publié en 1978 par la Geological Society of London, intitulé A Palaeogeological Map of the Lower Paleozoic Floor under the cover of Upper Devonian, Carboniferous and Later Formations.

## Diplômes et distinctions
L'Université de Cambridge a décerné à Jack Wills son BA en 1906, sa MA en 1910 et son ScD en 1928. Cambridge lui a également attribué la bourse Harkness en 1907 et la médaille Walsingham en 1909. Il a été membre du King's College de 1909 à 1915.
L'Université de Birmingham lui a décerné son doctorat en 1920. En 1949, l'année de sa retraite de la chaire de géologie, il est devenu professeur émérite.
La Geological Society of London lui décerna la Lyell Medal en 1936 puis la Wollaston Medal, sa plus haute distinction décernée aux géologues du monde entier, en 1954. Enfin et uniquement, en 1976, alors qu'il avait 92 ans, la Geological Society of London le nomma Honorary Fellow, le seul géologue britannique à être ainsi honoré.

### Hommage
L'espèce Bromsgroviscorpio willsi a été nommé en son honneur.